# スーパーマリオRPG
『スーパーマリオRPG』（スーパーマリオ・アールピージー、SUPER MARIO RPG・英題：Super Mario RPG: Legend of the Seven Stars）は、任天堂が1996年3月9日に発売したスーパーファミコン用ゲームソフト。マリオシリーズ初のコンピュータRPG。開発は任天堂とスクウェア（現：スクウェア・エニックス）との共同で行われた。
物語はピーチ姫の誘拐がきっかけで、マリオとその仲間たちが、願いをかなえる星「スターロード」の修復に奔走するというもので、物語の途中からピーチ姫やクッパと共闘する。
後に他機種版やリメイク版が発売された（#他機種版）。

## ゲームシステム
本作はメタフィクションやパロディ、ブラックジョークを交えたコミカルな雰囲気で物語が展開される。

### マップ
クォータービュー方式で、マップ上には高低差も存在する。操作するのは常にマリオで、従来シリーズにもあるジャンプやダッシュも可能で、このジャンプを使ったアクションによって先へ進む場所も多い。マップ同士の間はマクロマップ上で移動。

### エンカウント
当時の年代のRPGでは、歩き続けると一定の確率で突然敵が出現するという「ランダムエンカウント形式」が多かったが、本作では移動フィールド上に徘徊している敵と接触すると戦闘に移行する「シンボルエンカウント方式」を採用している。これにより、敵の頭上を飛び越えるといった移動アクションを駆使して敵との戦闘を回避できる。ただし、マリオを見つけると襲い掛かってきたり、物陰から奇襲をかけてくる敵もいるほか、イベントでの戦闘は回避できない。特定の敵は地形に擬態しており、その敵と戦い勝利すればマップを移動しても現れなくなるが、そのダンジョンから一度出て、入り直した場合は復活する。

### 戦闘方法
すばやさの数値が高い順に行動順（ターン）が回り、その際にボタンによって通常攻撃・スペシャル技・アイテム・防御を使い分けるというオーソドックスなコマンド式である。スペシャル技を使う場合は必要なFP（フラワーポイント、他作品の魔法で消費するMPに相当）を消費するが、このFPはキャラクター単体ごとではなくパーティ全体で共有する方式となっている。防御のコマンドには「にげる」という選択肢もあるが、特定の敵と戦う場合はこの選択肢がグレーアウトし「にげられない」に変わり、逃亡不可能となる。

#### アクションコマンド
通常攻撃と同時にタイミングよくボタンを押すことで与ダメージを増やすことができる。タイミングは武器ごとに異なる。
スペシャル技の場合、通常攻撃同様にタイミングを合わせてボタンを押す技のほかに「タメ」「連打」「ガチャガチャ」が存在する。
また、相手が攻撃してくるときにタイミングよくボタンを押すと被ダメージを減らすことができる。完璧なタイミングなら0にすることもできる（ボタンガード）。ただし魔法攻撃などの特定の攻撃は防御できない。
なお、キャラクターの一人であるマロのスペシャル技「なにかんがえてるの」は相手のステータスだけでなく思考を読み取れるという設定であり、その内容も戦闘のヒント（例：ルピー）からダジャレ（例：マンゾー）や他作品のパロディ（例：ムクムク）までさまざまである。

#### ボーナスフラワー
通常攻撃で敵を倒したときに出現し、1回ごとの戦闘中に限り特殊な効果を発揮する。効果は5種類存在し、LUCKY!以外の4つは、ボーナスフラワーを手にした（敵を倒した）キャラクターにのみ即時効果がある。
- HP MAX!（HP全回復）
- ATTACK UP!（攻撃力が1.5倍になる）
- DEFENCE UP!（防御力が2倍になる）
- ONCE AGAIN!（もう1回行動できる）
- LUCKY!
  - 戦闘後にその戦闘で獲得した経験値もしくはコインを増やせる"ヨッシーのたまごあてゲーム"（いわゆるエッグポーカー）に挑戦できる。挑戦をやめることも可能である。
  - タマゴは3つあり、ヨッシーをあてると“あたり”で2倍。小鳥だと“ドロー”で何も変わらない。黒いゲジゲジを引いてしまうと“はずれ”で0になる。

スペシャル技で敵を倒した場合や、通常攻撃で敵を倒しても最後の1匹だった場合はボーナスフラワーは出現しない。敵ごとにどのボーナスフラワーが出るか、どれくらいの確率で出るかは決まっている。中には確実にボーナスフラワーを出す敵も存在する。

## ストーリー

### プロローグ
ある日、マリオの自宅に遊びに来ていたピーチ姫が、またクッパにさらわれた。いつものようにマリオはピーチ姫を助けにクッパ城へ向かったところ、突如クッパ城を巨大な揺れが襲い、その衝撃でマリオは自宅まで吹き飛ばされる。マリオが再びクッパ城を訪れた時には、城に言葉を話す巨大な剣カリバーが突き刺さっていた。彼は自身の主人である武器世界の王カジオーによるマリオワールド征服の野望を語り、クッパ城へ続く橋を落とすことで外部からの進入を断つ。途方に暮れたマリオはやむなく自宅に戻る。

### マリオの家 - キノコ城
マリオはキノピオとともにキノコ城に向かい、キノコ大臣に事態を報告する。キノコ大臣はこれまでにない事態に危機感を強め、マリオにピーチ姫救出を託す。
城から出発したマリオは、城下町でマロという綿雲のような少年と出会う。マロはケロケロ湖に住むカエル仙人のお使いで買い物に来ていたが、代金を泥棒クロコに盗まれ途方に暮れていた。マリオはマロに協力し、クロコを追いかけてどろぼうロードに向かう。そして逃げ足の速いクロコを追いかけて倒し、盗まれた代金を取り戻す。
騒動後にマリオたちがキノコ城へ戻ると、城下全体がカジオーの手下のケンゾールに制圧されていた。キノコ城に乗り込んだマリオたちは、ケンゾールを倒してキノコ城を解放。さらに、ケンゾールがもっていた謎の「星」を手に入れる。

### キノケロ水路 - ハナチャンの森
マロの発案で物知りのカエル仙人から助言を受けることにしたマリオは、ケロケロ湖へと向かう。道中のキノケロ水路で遭遇したベロ〜ムを何とか倒してワイン川を下り、カエル仙人に面会する。仙人はマリオに、カリバーの一件でピーチ姫とクッパがどこかへ飛ばされたこと、カリバーが降ってくる前に7つの流れ星がマリオワールドに降ってきたことを伝え、この星が非常に大事なものであるという考えを述べる。さらに、マロがカエルではないこと、昔川を流れてきた彼を孫のように育ててきたことを明かして、マリオに同行し本当の両親を探すように命じ、ローズタウンへ向かうよう促す。
そして到着したローズタウンの各所では、住人たちが動けなくなっている異常事態が起こっていた。その原因は、近くにあるハナチャンの森から次々と飛んできた矢によるものだという。
その後、宿屋を訪れたマリオは、その息子であるトイドーと人形で遊ぶことになる。トイドーはジーノという名のヒーロー人形で遊んでいたが、その夜、小さな星に照らされたジーノ人形が大きくなって動き出し、ハナチャンの森に向かうのを目撃する。マリオたちはその情報をもとにハナチャンの森でジーノ人形を追い、人形が森の最奥でカジオーの手下のユミンパと対峙しているのを発見する。ローズタウンに飛んできていた矢は、ユミンパが飛ばしていたものだった。ユミンパもケンゾールと同じく「星」をもっており、ジーノを加えたマリオたち3人は協力してユミンパを倒す。
ジーノはマリオたちに、自分は空の上からやってきたスターロードの修理人であると語る。スターロードは人々の願いを星にして聞き届け、それを叶える（叶った願いは流れ星となって降ってくる）ところだが、カリバーが降下した時期に破壊され、現在のマリオワールドでは願いが叶わなくなっているという。それを直すには、スターロードの破片である7つの星スターピースを集める必要があり、そのためにトイドーの人形の体を借りたのだという。共通の目的ができた3人はスターピースを集めつつ、カジオー軍団に対抗すべく共闘する。

### ドゥカティ - メリー・マリー村
マリオたちが到着した炭鉱の町・ドゥカティでは、炭鉱にスターピースが落下したことによる落盤事故が発生し、それに巻き込まれたダイナとマイトの姉弟が炭鉱の奥に閉じ込められていた。マリオたちは姉弟を探しに炭鉱に入るが、再び現れたクロコによってすべてのコインを盗まれる。クロコを退けコインを取り返したマリオたちは、炭鉱の奥で爆弾職人のペパットに勝負を挑まれる。さまざまなボム兵に加えて切り札のキングボムを駆使してくるペパットを何とか退けたマリオたちは、3つ目のスターピースを手に入れるとともに、探していた姉弟と一緒にトロッコで炭鉱から脱出する。
その後、ドゥカティの住人から「空から娘さんが降ってきた」という話を聞いたマリオたちはブッキータワーに向かうが、タワーの門前には部下たちに逃げられた孤独となったクッパがいた。大王としてのプライドから「（マリオたちを）クッパ軍に入れてやる」という名目で仲間になったクッパを加えたマリオたちは、最上階に囚われているピーチ姫救出のためにタワーに侵入し、現場を占拠するブッキー一味を退けながら最上階を目指すが、ブッキーはピーチ姫との「ケッコン」をもくろみ、結婚式場のあるメリー・マリー村へピーチ姫を連れて行く。
二人の結婚を阻止すべくメリー・マリー村に到着したマリオたちは、クッパの協力で式場のドアを破り、ノコックたちが込めた精魂によって生命を得たウェディングケーキのストロベリー、ラズベリーを倒す。一方、「ケッコン」が「ケーキを食べる行事」であると勘違いしていたブッキーは、ケーキを食べると満足して去って行き、マリオたちは置き去りにされたピーチ姫を連れてキノコ城へ戻る。キノコ大臣はピーチ姫を城に留まらせようとするが、マリオについて行きたいピーチ姫は世話役のキノばあを身代わりに立ててこっそり城を抜け出す。

### 星のふる丘 - リップルタウン
カエル仙人からの情報を受けたマリオたちは、スターピースが落ちたという星のふる丘に向かう。その場所は流れ星となった願いが降ってくる場所だが、スターロードが壊れて叶っていない願いもそのまま降ってきていた。探索の末、マリオたちはそこで4つ目のスターピースを発見する。
その後、マリオたちはリップルタウンに向かうが、怪しげな住人たちから海にスターピースが落ちたとの情報を得る。海に向かうと、そこには海底に沈んだちんぼつ船があった。船内に進入したマリオたちは宝物庫に閉じ込められていたイカの怪物のタコつぼゲッソーを倒し、ちんぼつ船を根城にするサメの海賊ジョナサン・ジョーンズとの決闘を制して、5つ目のスターピースを手に入れる。
その後、マリオたちがリップルタウンへ戻ると、怪しげな住人たちに出迎えられる。彼らはカジオーの手下であるヤリドヴィッヒが分裂した姿で、本物の住人たちは倉庫に閉じ込められていた。本物の住人を人質にスターピースを要求されたマリオたちは、仕方なくスターピースを渡す。逃走を図るヤリドヴィッヒだが、迎えのオノフォースが現れず、さらに海から現れたジョナサンに阻まれたため、マリオたちと戦うことになる。これまで戦ったカジオーの部下たちを上回る強さを見せるヤリドヴィッヒだったが、マリオたちは苦戦の末に勝利してスターピースを奪還。閉じ込められたリップルタウンの住人たちも解放される。

### カントリーロード - バーレル火山
カントリーロードに向かう先で高い崖に阻まれたマリオたちは、近くで出会ったチュータローの案内で、モンスターたちが暮らす秘密の集落・モンスタウンに向かう。道中のベロ〜ム神殿で再会したベロ〜ムを退けたマリオたちは、モンスタウンの大家であるモンスターばあさんの計らいでパタパ隊の協力を取り付け、カントリーロードの崖を上ることに成功する。その先のビーンズバレーで、マリオたちはトンダリヤがけしかけたクイーンフラワーを倒し、空に向かって伸びる蔦を伝って雲の上を目指す。
雲上にあるマシュマロの国では、マルガリータという女が行方不明のマロ王子を見つけたと主張しており、王子から耳打ちされたとして病気の国王夫妻に代わり自分が国の政治を取り仕切ることを宣言する。しかし、彼女が紹介したマロ王子は太った黒い鳥であり、白くてふかふかしたマシュマロの国の住民とは姿が大きく異なる。彫刻家・ガロの家を訪れたマリオたちは、マロそっくりの銅像を見つける。それは現マシュマロ王の若いころの姿であり、ガロはマロこそが本物の王子であると確信する。マルガリータがマシュマロの国の支配を企てていることを知ったガロは、マリオたちを新作の銅像に偽装し、宮殿へ送り込む。マリオたちはマルガリータと鳥のドドを倒し、マロは実の両親との再会を果たす。
その後、スターピースがバーレル火山に落ちた可能性が高いと聞いたマリオたちは、温泉から火山に落ちて、火山内を探索する。マリオたちは火山の主・カイザードラゴンを倒してスターピースを発見するが、すんでのところでカジオー軍団のオノレンジャーに掠め取られる。マリオたちは逃げるオノレンジャーを火口に追い詰め、逃走用の飛行戦艦・オノフォースもろとも撃破する。改めてスターピースを手にしたマリオたちは、マシュマロ王室専用の空飛ぶ乗り物・ジュゲムバスを借り受け、クッパ城に乗り込む。

### クッパ城 - 武器世界
再びクッパ城に突入したマリオたちは、強化されたモンスターたちに苦戦しつつも、城の最奥に到着する。そこで待ち構えていたカジオー軍団の親衛隊長・ブーマーを倒した彼らは、城の屋上でついにカリバーと対峙する。さまざまな技を駆使するカリバーを苦戦の末に倒すマリオたちだったが、直後にカリバーの口に吸い込まれ、カジオー軍団の本拠地である武器世界にたどり着く。
武器世界では、これまで戦ったケンゾールやユミンパなどのカジオーの手下たちが大量生産され、ベルトコンベアー上を無限に流れていた。さらに、その最奥にある武器工場では、工場の運営スタッフであるカカリチョウ・カチョウ・ブチョウ・コウジョウチョウらが次々とマリオたちに立ちはだかる。敵の集団を突破したマリオたちは、カジオーとの最終決戦に臨み、勝利を経て最後のスターピースを手に入れる。

### エピローグ
すべてのスターピースが揃ったことで、ジーノはスターロードの復活を宣言。皆に礼を言いつつ依り代のジーノ人形から抜け出し、スターピースとともに空へ帰っていく。
戦い終えたマリオたちが、丘からクッパ城に突き刺さったカリバーが消滅していくのを見守り、物語は終結する。

## 登場人物
本作のオリジナルキャラクターはスクウェア・エニックスが著作権を単独で保有している。キャラクター名横に括弧で表記される英字は英語版での名称。

### 冒険者 （プレイヤーキャラクター）
掲載はパーティーへの加入順。
マリオ (Mario)
本作の主人公。マリオワールドでは有名人でありファンも多いが、顔はそれほど知られていない。「ジャンプが得意」という情報は伝わっているらしく、作中ではジャンプを見せることで身分を証明する場面がある。プレイ中は言葉を発さず、ジェスチャーで意見や感情を表現する（ときにはピーチやクッパにも変装することもある）。ピーチ姫以外の女性キャラクターからの人気も高く、他者からの信頼も厚い。敵からはおもに「ヒゲ」と呼ばれる。好戦的かつ激情的な一面があり、敵を見つけるとすぐに勝負を仕掛けようとしたり、自分を見下す発言があると子ども（トイドー）相手でも殴りかかろうとする場面がある。
武器はハンマーやカメの甲羅などで、防具はツナギ。戦闘ではバランス型でありつつ火力に特化した性能で、単体火力に関しては最高峰。全体攻撃にも精通しているが、一度の戦闘に登場する敵の数が多いと、1体ごとへの与ダメージが分散するという欠点がある（たとえば単体攻撃なら100ダメージだが、全体攻撃だとそれぞれ20〜30ダメージしか与えられない）。
Switch版ではマリオの容姿が現行のデザインに近い容姿に変更されている。
マロ (Mallow)
本作のオリジナルキャラクター。白くてフカフカな体をもつ男の子。一人称は「ぼく」。性格は臆病かつ泣き虫であり、星の降る丘への願いもその克服である。よく転倒するなどドジな面も多いが、重要な場面では強敵にも立ち向かう勇気を見せる。泣き出すと雨が降ったり、魔法を使うときは胴体が離れたり、手が伸びるといった特徴もある。赤子のころに川に流されてケロケロ湖に漂着したところをカエル仙人に拾われ、自分がカエルであると思い込みながら育てられた。仙人に頼まれたお使いに必要なカエルコインをクロコに盗まれて困っていたところにマリオに出会い、コイン奪還のために協力してもらう。やがて仙人から自身がカエルではないことを聞かされ、本当の両親を探すためにマリオの旅に同行する。のちにマシュマロの国の王子であることが判明し、エンディングでは本当の故郷へと帰還する。
実の祖父ではないと知って以降も、カエル仙人を「おじいちゃん」と呼び慕っている。基本的にマリオたちや両親などの年上の相手には敬語で話すが、カエル仙人やケロケロ湖のオタマジャクシといった家族や幼なじみ、クロコやマルガリータなどの因縁のある敵に対してはタメ口を使う。
しゃべらないマリオの代わりに話を進めたり、仲間の制止役を務めることが多い。また初登場時はジャンプが苦手だったが、マリオとの冒険により克服しており、エンディングは往復での大ジャンプを披露する。
カエル仙人からの教育と種族としての能力で天候を操る魔法を使える。武器は杖やシンバルなどで、防具はパンツ。序盤ではHP回復や敵のHPを表示する技を覚える。中盤から強力な属性攻撃を覚えていく。
Switch版ではマロの顔のデザインの一部がやや変更されている。
ジーノ (Geno)
本作のオリジナルキャラクター。一人称は「ボク」。スターロードを直すために夜空の世界からやってきた謎の存在。ユミンパの戦闘中に割って現れた。その実体は小さな星の姿であり、マリオワールドで行動するためにローズタウンの宿屋の子ども・トイドーの所有する人形に宿っている。「ジーノ」とは人形の名前から取ったもので、本名はマリオワールドでは発音しづらい名前らしい。母語は「スター語」。クールで少しキザな立ち振舞いが特徴で、攻撃方法もアクション色が強い。
エンディングでは借りていた人形の体をトイドーに返却して空へと帰還する。
武器は腕のパーツで、防具はマント。パーティ中では最速を誇り、攻撃面も高いが防御が弱い。
後年に、一部本作と共通の開発スタッフが手がけた『マリオ&ルイージRPG』のミニゲームでは脇役としてジーノが登場している。
Switch版ではジーノの一部の衣装のカラーバリエーションが青色から水色に変更されている。
クッパ (Bowser)
マリオと争っているカメ族の大王。本作では序盤からピーチをめぐってマリオと戦い、敗北直後にカジオー軍団に襲撃されて居城を追い出される。乗っ取られた城を奪回するためにマリオたちに同行するが、本来は敵であるマリオの仲間になったというのはプライドが許さないという理由で、「マリオをクッパ軍団に入れた」という名目を掲げる。当初ピーチ姫には大ジャンプするほど驚かれるが、マリオがいるなら安心ということで同行を認められる。武器世界に入った直後に、カリバーを倒したからとパーティから抜けようとするが、ジーノに「カジオーを倒さないと城は奴らの通り道のままになる」と指摘を受け、面子を守るために「自分に逆らったカジオーをこらしめる」と理由をつけて同行を継続する。あまり素直ではないが、カジオーを恐れて逃亡した部下を許すなど、優しい面もある。ピーチ姫に対する愛情も窺え、ピーチ姫がマリオにキスしようとしたときは割り込んで「ピーチ、ついにワガハイと……」と感激する場面がある（ただしマリオにキスを誤爆しただけでピーチとはしてはいなかったのだが）。敵に無視されたり部下に逃げられたりするうえ、最後には独りになっては昔を思い出して泣いたり、強引にごまかしたりと大魔王としての威厳はあまりない（しかも最終決戦直前の中ボス戦で無視された際は、「なぜミンナ マリオ、マリオと イウノダロウ ワガハイのハートは とってもカナシヒ」と短歌を使った感情を心の中で出している）。そのため、マリオに励まされるなど三枚目なところもある。張り切って自分の威厳を示そうとしたりする場面もあるが結局マロやジーノに止められる。本作では台詞がたびたび片仮名で表記される。
本作から一人称が「ワガハイ」に固定された。なお、二人称は相手によって使い分けており、マリオやカジオー軍団に対しては「キサマ」と呼ぶが、部下に対しては「オマエ」と呼ぶ。
武器は爪やワンワンなどで、防具はコウラ。通常攻撃の威力が高くHPも高い。ただし魔法防御と素早さに関しては最低。攻撃を兼ねた状態異常付与のスペシャルを覚え、耐性のない敵にダメージを与えつつ恐怖状態や毒状態にできる。なお、今作ではクッパの代名詞とも言える火炎放射による攻撃はエンディング以外ではまったく使わない。
戦闘シーン終了時における「勝利のポーズ」は国内版では立てた右腕に横にした左手を重ねて十字に交差させて腕組をするポーズであったが、ドット絵の解像度の影響でファックサインに見えるという指摘があったため、日本国外版では体の両脇に腕を引いて両拳を握るポーズに変更されている。また、Switch版ではクッパの容姿が現行のデザインに近い容姿に変更されている。
ピーチ姫 (Peach)
本作のヒロイン。一人称は「私」。クッパ城から吹っ飛ばされてブッキータワーに落ち、ブッキーに閉じ込められていた。ブッキーの花嫁として迎えられ、メリーマリー村で結婚式を挙げられそうになるがマリオたちに助けられる。その際にミニゲームを早くクリアするとマリオに感謝のキスをする（失敗するとクッパがマリオにキスしたり、相手がブッキーになったりする）。大臣たちに説得されて一度は城に残るが、結局キノばあを身代わりに仕立てて抜け出し、パーティに加わる。城のとある場所には「ピーチのXXX」という謎のアイテムがあり、マリオがこれを取ろうとすると「人の部屋を勝手に覗かないの！」と怒ってくる。本作ではお転婆な面がより強調されている。また、ラストダンジョンの武器工場では駆けつけてきたキノピオに見つかるが、協力することになる。
おもに回復やサポート系の技を覚えるスペシャリスト。武器はパラソルや扇子などで、防具はドレス。素早さはジーノに次ぐ二番手であり、全体回復の技を覚える。終盤では全体攻撃の技を覚えたり、最強武器のフライパンで通常攻撃も強化され、さらに最強アクセサリーのセーフティーリングで属性ダメージ無効、全状態異常+即死無効も優秀な防御効果をもつ強力なキャラクターに成長する。
ビンタやフライパン、パラソルを使ったスタイルはスマッシュブラザーズシリーズに逆輸入された。RPGと演出は異なるが作品によっては体力回復の大技も使える。また、Switch版ではピーチ姫の容姿が現行のデザインに近い容姿に変更されている。

### サブキャラクター
クロコやブッキーなど敵としても登場するキャラクターはマリオシリーズのキャラクター一覧#スーパーマリオRPGも参照。
シャンデリワン
クッパ城（1回目）でのマリオとクッパの戦いで、二人が乗る足場のシャンデリアを咥えている2体のワンワン。攻撃されると咥える力が弱まっていき、最後には力尽きてシャンデリアを離す。
キノピオ (Toad)
ピーチ姫の側近的存在のキノコ族。マリオにさまざまなアドバイスをしてくれる。お城には何人か同じ顔のキノピオがいるが、冒険の手助けをしてくれるのは一人だけである（台詞の前に“キノピオ”と名前が表記されるのもその一人のみ）。当初はクリボーに捕まるほど弱いが、マリオたちの役に立ちたい思いで力をつけていき、単身でラストダンジョンの武器工場まで追いかけて来る。
キノコ大臣
キノコ王国の大臣。通常は話しかけると「たのみますぞマリオどの」しか言わないが、連続で3回以上話しかけると「早くいかんかい！」と怒る。エンディングでは、キノコ族の中で唯一ヨッシーに乗っている。
キノコ城の老女 / キノばあ
劇中では「ばあや」と呼ばれる。ピーチ姫の部屋におり、ピーチが仲間になる際、彼女に変装して身代わりになる。ピーチ姫がパーティにいないあいだに「ピーチのXXX」を見つけると怒り、戻す代わりにキノコをくれる。
道具屋の主人
キノコ城の城下町で道具屋を営む男性。マロを通してカエル仙人にコオロギせんべいを売る。ほかの町の道具屋と違ってマナーに厳しく、店の机を挟んで対面から話しかけないと商品を売ってくれない（後ろから話しかけたりすると注意される）。また、マリオが後ろの棚の上に乗ると激怒する。
クロコ
マリオワールドを股に掛ける大泥棒。シルクハットをかぶった紫色のワニで、確かな盗みの技術と俊足が自慢。パチール数名を舎弟としており、英語交じりで話す。一人称は「ミ〜」。ストーリー中にたびたび登場し、当初はマリオと敵対するが、終盤には協力者となりアイテムを売買してくれる。エンディングではヨースター島に滞在しており、ワッシーと意気投合している場面が描かれる。
星のふる丘には「世界中のお宝を手に入れてみせる」という願い事がある。
キノ、ナンシー
キノコ城の城下町に住む仲睦まじいカップル。ようやく結婚式場を見つけたと思ったら城下町をヘイパーに占拠されて家から出られなくなり、やっと式を挙げられると思ったらブッキーに式場から追い出されるといった災難に遭う。新婚旅行でヨースター島に行くが、キノは運動神経が鈍くヨッシーに乗れない。また、キノはクラウンカジノを探している。星の降る丘には「子どもが欲しい」という二人の願い事がある。
のちに発売された『ペーパーマリオRPG』でもナンシーという名前のキノコ族のキャラクターが登場しているが、関連は不明。
ベロ〜ム
キノケロ水路を住みかとする巨大な怪物。かなりの食いしん坊で、バトルではマリオたちを舐めたり食べようとする。特にフカフカしたものが大好きで、マロとピーチの味が好み。その一方、スズメが苦手である。語尾に「なんだなあ〜」をつけて話す。星のふる丘に「フカフカしたものが舐めたい」という願い事がある。
バトルでは「カカシスモッグ」という技でカカシ状態にしたり、マロを飲み込んで一時的にバトルから除外したりする。2度目にベロ〜ム神殿で戦うときは、食べた相手のコピーを生み出す技や全体を眠らせる「にじいろシャボン」を使用してくる。
カエル仙人
マロの祖父で、ケロケロ湖の仙人。物知りなことで有名で、マリオワールドに関する豊富な知識をもつ。ピーチ姫がクッパ城に居ないことをマリオに伝える。ちゃぶ台の上から話しかけると怒る。「コオロギせんべい」など、コオロギのお菓子が大好き。星の降る丘には「コオロギようかんを食べてみたい」という彼の願いごとがあり、作中で入手して彼に渡すことができる。また、コオロギようかんを渡した後は星のふる丘にある願い事の内容が変わる。
キノコフスキー
キノコ族の音楽家。作曲に行き詰まるとケロケロ湖のメロディベイへ向かう。メロディベイで彼のイメージ通りのメロディを作ると、お礼としてドリンク屋の会員カードをくれる。星のふる丘に「すばらしいメロディをうみだすのだ」という願い事がある。
『スーパーマリオくん』では女性的に描かれている。
トイドー
ローズタウン宿屋の息子。人形を使ったごっこ遊びが好きで、マリオ、ピーチ、クッパの人形も所有しているが、お気に入りであるジーノ人形を一番活躍させるストーリーが多い。作中では失言が多く、「マリオはクッパより弱い」と発言してマリオに殴られかけたり、力づくで突き飛ばされたりする。
プランター
キノコ族の園芸家の老人。ある程度物語を進めるとローズタウンに引っ越してくる。「よくそだつたね」「よくそだつひりょう」を50年間探し求めており、それらのアイテムを渡すと早口かつ長い台詞、さまざまな語彙でその喜びを表現する。
ヨッシー (Yoshi)
ヨースター島に住む恐竜の一族。一人称は「ぼく」。ヨースター島で仲間とともにレースをしている。ヨースター島の中では唯一マリオとの会話が可能。本作ではマリオの冒険には同行しないが、戦闘中に「ヨッシーのクッキー」を使うことで、その場に現れて敵1体を食べてアイテムを生み出す（食べられない敵もいる）。また、マリオはこのヨッシーに乗ることで、ほかのヨッシーとも会話ができるようになる（なお、ヨッシーの台詞は丸括弧でくくられている）。星の降る丘に「かけっこが速くなりたい」という願いごとがある。
ワッシー
ヨースター島に住むヨッシーのライバル。サングラスをかけており、体色はやや暗めの青。鳴き声がほかのヨッシーと異なる。ヨッシーレースでトップの実力を誇り、ほかのヨッシーたちを見下していたが、ヨッシーに負けると改心する。
ドカハハ
ドゥカティに住むモグラ族の女性。落盤事故で炭鉱に閉じ込められた娘たちの安否を心配している。
ドカチチ
ドカハハの夫。落盤事故で炭鉱に閉じ込められた娘たちを救出するために炭鉱内で作業しているが、通路が崩落しているため困っている。
ダイナ&マイト
ドカチチとドカハハ夫婦の子どもたち。ダイナが姉で、マイトが弟。スターピースの落下による落盤事故で炭坑に閉じこめられるが、それほど気にしている様子はなく、マリオに助けられる。
ペパット
ドゥカティ炭鉱の奥にいた爆弾職人。語尾に「ゲス」を付けるのが口癖。さまざまなサイズのボムへいを作る技術をもっている。星のふる丘に「有名になりたい」という願い事があり、その願いのとおり有名になることを夢見ている。
バトルではプチボム、ボムへい、ビッグボムの3種類のボム兵を使って戦うほか、「すなあらし」という全体魔法を使う。戦闘終盤で最終兵器の巨大ボムへいの下敷きになって自滅する。
ブッキー
ブッキータワーの主。ヒゲ面で、性格が幼く常識が物凄くズレている。一人称は「ボキ」。偶然降ってきたピーチ姫を嫁にしようとするが、それ以前に結婚の意味をまったく理解していない。挙句の果てにはケーキの存在を知らないうえに、ケーキを煮て食べる提案をする始末。カブトムシが好き。ブッキータワーを進むマリオを、いろいろな場所から隠れて覗き見している。自分の心境を何かにたとえる癖があり、「なにかんがえてるの」の台詞は敵キャラクターのうちでもっとも長い。ブッキータワー内では愛用の機関車「ブキ96」に乗って移動する。
かくれんぼのイベントで成功すると「ブッキーのおまもり」をくれるが、失敗するとバトルになる。バトルでは最初はブッカー3体が相手になり、全滅すると彼が襲ってくる。主な技は「ばくれつきかんしゃ」など。
ブッカー
ブッキーに仕えている灰色のムーチョたち。マリオたちと会った時点でのメンバーは3名で、ブッカー1号・2号・3号と呼ばれている。ブッキーに比べるとある程度常識的だが、それでも大分ずれている。
イガ谷に修行中の見習いがおり、見習いとの戦闘に負けるとゲームオーバーにはならず、その見習いはブッカーに昇格する。その後もイガ谷には別の見習いが現れ、戦闘に負けるたびにブッカーに昇格していく。ただし、定員が7名と決まっているらしく、7号までしか増えない（8人目はその下でいじけている）。
ノコック
メリー・マリー村の結婚式場にいるケーキ職人。ノコへいがコック帽をかぶった姿をしており、ノコック長とみならいの二人がいる。語尾に「ノ」を付けて喋る。星の降る丘に「りっぱなケーキしょくにんになりたいノ。」というみならいの願い事がある。二人で精魂込めてウェディングケーキを作ったが、マリオがピーチ姫を連れて帰ろうとしたため、ケーキを食べてもらえないと怒ってバトルになる。
バトルではいくら攻撃してもダメージを与えられず、倒すことは不可能。ケーキが動き出すと、恐れおののいて戦闘から逃げ出す。星のふる丘に「りっぱなケーキ職人になりたい」というみならいの願い事がある。
ストロベリー&ラズベリー
ノコックたちが精魂込めて作ったウェディングケーキ。3段構成で、上から2段目までがストロベリーで、最下段がラズベリー。ノコックたちが精魂込めて作り上げた結果、命が宿った。最後はブッキーに食べられるが、味はブッキーいわく「想像を遥かに超えるおいしさ」。
バトル開始時は何もしてこないが、ノコックたちがいなくなると頭のロウソクに火が着いて襲い掛かってくる。通常攻撃を受けるたびに火が一つ消え、すべての火を消したうえでもう一度攻撃を当てるとストロベリーを倒せる。ラズベリーはストロベリーを倒したあとに攻撃対象になる。
『スーパーマリオくん』ではカジオー軍団の一員であり、「カジオーがケーキに命を与えた」という設定である（原作では通常ボスであり、カジオー軍団とは無関係である）。
リップルタウン長老
リップルタウンを治めるキノコ族の老人。台詞のカタカナの部分がすべてひらがなで表記される。
登場当初はヤリドヴィッヒによってほかの住民ともども幽閉されており、マリオたちの活躍により救出される。救出後にもらえるお礼は、ある条件を満たすと徐々に酷くなっていく。
カエル仙人の弟子
カエル仙人の下で修行し、卒業して長老宅に居候しているカエル。カエルコインと交換でいろいろな物をくれる。めったに外に出ないせいで影が薄く、そのためリップルタウンで唯一ヤリドヴィッヒの襲撃に遭わないどころか、襲撃自体を知らなかった。
ジョナサン・ジョーンズ
リップルタウン沖の沈没船を根城とする海賊たちを統べるサメ男（鰓呼吸らしいが、公式イラストではサメの着ぐるみのようになっている）。左手がフックで右手に三叉槍を持つ。度量が広くて潔い性格の、本物の海の男。彼とのバトルでは、部下のバンダナブルーを全滅させた上である程度ダメージを与えると、マリオに一騎打ちでの勝負を挑んでくる。バトル後はマリオの実力を認めてスターピースを渡し、後にヤリドヴィッヒ追跡の際、手下とともに逃げ道を塞いで援護してくれる。
モンスターばあさん
モンスタウンの大家を務めるキノコ族の老婦人。タウンのアイドルであるヒトデナシと同居している。マリオたちにマシュマロ国の存在を教えたり、パタパ隊に指示を出して、マリオがカントリーロードの崖を登るための手助けをしてくれる。
サージェント・パター
パタパ隊の隊長。真面目な性格。飛行帽とゴーグルを着用している。モンスターばあさんの指示を受け、カントリーロードの崖で「ヒゲヲガケニノボラセロ作戦」を実行してマリオを登らせてくれる。
ノコヤン
クッパの部下である格闘家のノコへい。一人称は「私」。クッパ軍団から逃げ出し、その後はジャッキーの下で修行している。通常のノコノコと比べると相当強いが、師匠であるジャッキーには遠くおよばない。
ジャッキー
モンスタウンのジャッキー道場の師範。身体は小さいがかなりの実力者。作中屈指の強敵であり、「ジャッキーラッシュ」「さんかくげり」「しゅうしけん」といった独自の技を使ってくる。合計3回戦うことになり、1回目と2回目はマリオたちを甘く見て手加減するが、3回目は道場の看板を賭けた本気の勝負を挑んでくる。3回目のバトルでは、開始早々「しょうげきだん」を放ち、ガードをミスするとほぼ間違いなく即死する。3回目のバトルに勝利すると、マリオを師匠と仰いで道場の看板を「マリオ道場」と改め、ジャッキーベルトをくれる。
クリジェンヌ
クッパの部下であるメスのクリボー。クッパ軍団では色仕掛け担当。一人称は「あたい」。クッパ軍団から逃げ出し、マメクリボーの三つ子とともにモンスタウンで道具屋を開業する。
アンデッド3 (U3)
モンスタウンの無人の部屋に現れる、テレサ・カロン・レイホーの3体。ベッドで眠っているマリオに、お札探しの出題をしてくる。
クリスタラー
本作における隠しボス。2次元世界の住人であるクリスタルの魔人。モンスタウンの封印された扉の中にある異次元で登場する。森羅万象を司る火・水・土・風の4つのクリスタルを従えている。
ガロ
マシュマロ王国の彫刻家。マシュマロ王からもマルガリータからもその腕を信頼されていた。マロが本物の王子だと最初に気づく。マルガリータに占領されたマシュマロ城への侵入に協力してくれる。
マロパパ、マロママ
マシュマロ王国の国王夫妻で、マロの実の両親。当初はマルガリータによって病気と偽られ、城内の一室に幽閉されていた。ママは優しいしっかり者。パパは気さくでなにかと自分の若いころのことをしゃべりたがり、有名人のマリオやピーチだけでなく悪党のクッパからサインをもらおうとするなどミーハーな部分がある。また、息子と同じくスターロードを「ストーラーダ」と間違えている（ほかにも「スタードーロ」「スラートーダ」とも呼ぶ）。星のふる丘に「マロちゃんが無事に帰ってきますように」という願い事がある。また、マロとの再会後は願い事の内容が「マロちゃんがストーラーダを直せますように」に変わる。
マルガリータ
マシュマロ王国の乗っ取りを企む悪女。国王夫妻を捕らえ、部下のドドを行方不明になっていたマロ王子に仕立て上げてマシュマロ王国の実権を握った。「ザマス」口調でしゃべる高飛車な性格で、人使いが荒く、部下のドドやバーディたちからは嫌われている。しかし、敗北後に乗っ取りの真相を知ったはずのマシュマロ国民が彼女を憎んでいる様子はなく、変わらず敬称で呼ぶ者もいる。
マリオとの戦いのあとにブッキーと知り合い、最後には結婚する。
ドド
マルガリータの部下の巨大な黒い鳥。彼女の命令でマロ王子に成りすましている。バーディの話によると、銅像磨きを毎日やらされるなどマルガリータにこき使われており、表向きは忠実だが内心ではバーディ以上にマルガリータを嫌っている。巨体だが空を飛ぶこともできる。また、よくお腹が空くらしく、マロの「なにかんがえてるの」ではバトルよりも空腹に愚痴をこぼしている。
ヒノピオ
バーレル火山の中で「ヒノマート」という店を経営しているキノコ族の男。サングラスをかけた髭面と、火のような模様の帽子が特徴。アイテム屋・宿屋・防具屋をひとりで切り盛りしているが、宿屋の寝床は木箱を並べただけのもので、布団すらない。
カルディ
クッパ城のパズルコースで登場する、パズル好きのハンマーブロス。体色は緑色。「ぐふふ」が口癖。
カメザード
クッパの部下であるカメック。クッパとはぐれたあとに単身でクッパ城まで辿りつくも、カジオーに洗脳されマリオたちに襲い掛かる。撃破後は正気に戻り、無限にコインが出る魔法の宝箱を設置してくれる。ローブの色は青だが、洗脳時は赤になっている。
マロの「なにかんがえてるの」によると、『ヨッシーアイランド』で登場したカメックと同一人物かのような発言をしているが、洗脳されている状態なので真相は不明。
シャンデリホー
クッパ城（2回目）で、マリオたちとブーマーが乗るシャンデリアを支えているヘイホー。
ルイージ
マリオの双子の弟。クッパ城のイベントでは名前だけ登場し、姿はいっさい登場しないが、エンディングのパレードでは視認しにくいながらも先頭に登場している。また、本作の取扱説明書で解説役をしている。星の降る丘に「兄さんの役に立ちたい」という願いごとがある。

### カジオー軍団
本作でマリオと敵対する軍団。異次元の「武器世界」を拠点とする武器の姿をした者たちで、マリオワールドの侵略と、軍団の力となるであろうスターピースの奪取を企む。会社であるらしく、武器を生産する工場はコウジョウチョー、ブチョー、カチョーといった管理職のモンスターたちが統括している。
マリオシリーズのキャラクター一覧#スーパーマリオRPGも参照。
ケンゾール (Mack)
剣型のカジオー軍団の一員。部下を率いてキノコ城を占拠する。
「ほのお」「ほのおのかべ」など炎系の技を使う。戦闘ではヘイパーより少し強い親衛隊を引き連れている。
ヘイパー (Shyster)
ケンゾーの部下である、小型のホッピングに乗ったヘイホー。
しんえいたい (Bodyguard)
ケンゾール戦でのみ登場するヘイパー。ケンゾールを取り囲むように4体出現し、全滅させても数ターン後に新たに4体投入される。外見は通常のヘイパーと同じだが、ステータスが少しだけ高い。
ユミンパ (Bowyer)
弓型のカジオー軍団の一員。自身の体を発射台として、部下であるアーロンを発射する。語尾に「ニャ」をつけるのが口癖で、短気な性格。ハナチャンの森からローズタウンに次々と矢を放ち、矢に当たった住人たちを身動きできなくしていた。
「ほうでんげんしょう」「でんげき」など電撃系の技を使う。また、戦闘中盤ごろに「A（攻撃）」「Y（スペシャル）」「X（アイテム）」の3つのボタンを場に設置し、矢を放って当たったボタンのコマンドを敵味方問わず封じてくる。
Bowyerは｢弓師、弓職人｣など弓にまつわる人物を意味する。
アーロン (aero)
矢の姿をしたユミンパの部下。
ヤリドヴィッヒ (Yaridovich)
槍型のカジオー軍団の一員。出世に命をかけており、卑劣な手段も厭わない。リップルタウンを占領して長老と住人たちを倉庫に監禁し、自身が分裂して住人たちに成りすましていた。水で錆びる金属の体ゆえに、みずから海に落ちたスターピースを拾うことができず、先にマリオたちに回収させてから横取りしようと画策する。
「すいじょうきばくはつ」「フレイムストーン」など強力な魔法を使うほか、自身の分身を生み出す「ミラージュアタック」を使用する。
ツッツン (Drill bit)
「ドリルのビット（刃）」という英語の意味からとったヤリドヴィッヒの部下。ゲーム終盤に少ししか登場しない。
オノレンジャー (Axem ranger)
斧を所持した部隊。レッド・ブラック・イエロー・グリーン・ピンクの5人で構成される。この世の悪を守る戦隊「カジオー戦隊オノレンジャー」を自称するが、チームワークは悪く、HPを0にすると個人的な理由で戦いをやめる。ピンクのみ女性。
英語版における各々のメンバーはAxem ○○（○○は色の名前）となっている。
オノフォース (Blade)
カジオー軍団の所有する巨大な空中戦艦。常に到着が遅れる。甲板には艦首とは別に心臓部の頭部がついており、口から正義を打ち砕く強力なビーム「ジャスティスブレイカ」 (Breaker Beam)を発射する。
ブーマー (Boomer)
カジオー軍団の親衛隊長。クッパ城の最奥で待ち構えている。武士のような姿をしており、正々堂々とした武道精神の持ち主。
なお、boomerはブーメラン (boomerang)となるので、一応武器に関連したネーミングにもなっている。ただし、戦うときに流れるBGMは他のカジオー軍団と戦うときのものではない。
カリバー (Exor)
クッパ城に突き刺さった、巨大な剣型の軍団員。顔が付いているが、本体は柄の先端のドクロであり、両目が展開する「メノバリアー」に守られている。口が武器世界とマリオワールドをつなぐ異次元の扉となっており、スターロードを破壊しつつマリオワールドへと突入してクッパ城を奪い、みずからを入り口としてカジオー軍団を送り込んでくる。
右目・左目・口がそれぞれ独立した意識をもっており、戦闘では各々の判断で攻撃してくる。
カカリチョー
武器工場を統括する管理職の一人。鎧を纏った騎士のような姿をしている。カジオー軍団に10年勤めており、トン2体を部下に従えている。
カチョー
武器工場を統括する管理職の一人。容姿はカカリチョーの色違い。カジオー軍団に25年勤めており、テン3体を部下に従えている。
ブチョー
武器工場を統括する管理職の一人。容姿はカカリチョーとカチョーの色違い。カン4体を部下に従えている。息子がいる。
コウジョウチョー
武器工場の最高責任者。容姿はニンジャくんの色違いで、技も手裏剣が中心。工場のトップらしく生産目標の達成を強く意識しており、「なにかんがえてるの」によれば今月の目標はヘイパー1000体の製造。
カジオー (Smithy)
カジオー軍団の首領で、本作の最終ボス。腹部に最後のスターピースを貼り付けている。名前の通り、ハンマーをもった鍛冶屋と王侯貴族を組み合わせたロボットのような姿をしている。名前はオープニングより登場するが、最終決戦まで姿やセリフがいっさい登場しない。自身こそ最強の王であると自負している。真の姿になると、自身の頭をハンマーで叩いて様々な形態に変身し、その形態ごとに異なる技を使用してくる。

### ゲストキャラクター
リンク
「ゼルダの伝説シリーズ」の主人公。ユミンパからローズタウンを解放して以降、宿屋を利用すると相部屋になる。話しかけると、「ゼルダの伝説シリーズ」で謎を解いたときの効果音が流れる。
サムス・アラン
「メトロイドシリーズ」の主人公。リップルタウンをヤリドヴィッヒより解放してからマシュマロの城に到達するまでキノコ城の客間に泊まっている。話しかけると、『メトロイドII』のCMで流れた「…オモロイド」という台詞（メトロイドと「おもろい（関西弁で「おもしろい」の意味）」をかけている）を言う。

## マップ（地名）

### 街、施設
マリオの家
本作でのマリオの自宅で、冒険の出発地点。のちの『マリオストーリー』などとは違い、ベッドが1台しかないなど、ルイージと同居している様子は見られない。煙突は、「マリオシリーズ」でおなじみの緑の土管。
キノコ城
キノコ王国の中枢であるお城と、城下町。実際にプレイヤーが操作してキノコ城に入ることのできる作品は、本作が初となる。マリオとマロがクロコを追ってどろぼうロードに行っているあいだに、ケンゾール一味に占拠される。
ローズタウン
ハナチャンの森の近郊にある町。この町のキノピオたちは、ほかの町のキノピオたちと帽子の模様が異なっている。
マリオたちが最初に訪れた時は、ユミンパのせいで矢の雨が降り、矢に当たった住民たちが動けなくなっている。また、ストーリー後半になると、園芸家のプランターが引っ越してくる。
ドゥカティ
モグラの種族が暮らしている炭坑の町。掘り出し物屋やアイテム引取り屋、花火屋などほかの町にはない施設がある。炭坑の奥に今では使われていないトロッコがあり、炭鉱をクリア後はミニゲームのトロッコをいつでもプレイ可能になる。
マリオたちが最初に訪れた時は、スターピースが落ちて来たことで炭鉱で落盤事故が起きており、ダイナとマイトの姉弟が炭鉱に閉じ込められている。
メリー・マリー村
結婚式場がある村。ここの宿屋は道具屋も兼ねており、宿泊部屋は通常の部屋の他に1泊200コインのスイートルームがある。スイートルームではシャワーやルームサービスを利用でき、室内にいる限り何泊もできるが、延泊すると割り増し料金（延泊1回につき100コイン）を請求される。この時所持金が足りないと、宿屋で働いて返済しなければならなくなる。
リップルタウン
海の近くにある町。「マリオワールドの台所」と呼ばれており、品揃え豊富な武器屋と防具屋をはじめ、キノコ大好きボーイの店、健康食品店、アクセサリーショップ、カブト虫買い取りセンターなどのお店が立ち並ぶ。
マリオたちが最初に訪れたときはヤリドヴィッヒに占領されており、本物の住民たちは倉庫に閉じ込められ、ヤリドヴィッヒが分裂して住民たちに成りすましている。
モンスタウン
改心したモンスターたちが暮らしている小さな町。モンスターばあさんが大家をしており、クッパの配下だった者たちもここで店を営んでいるほか、ジャッキーの道場がある。左から3番目の扉は封印されており、封印を解くにはあるアイテムが必要。
マシュマロの国
綿雲のような姿の種族が住まう雲上の王国で、マロの故郷。大きな王宮と王室専用の温泉がある。ここの宿屋では追加料金を払うと「ユメまくら」を使用でき、就寝時にさまざまな夢を見ることができる。
マリオたちが最初に訪れた時点ではマルガリータに乗っ取られており、宮殿内はモンスターの巣窟になっている。
クラウンカジノ
クラウンブロス（弟）が経営している会員制カジノ。スロットマシン、ブラックジャック、あっち向いてホイの3種類のミニゲームをプレイできる。ビーンズバレーのある場所に入口があり、「ブリリアントカード」を所持していれば入ることができる。

### ダンジョン
マッシュロード
マリオの家とキノコ城を結ぶ道。クリボーやパタパタといった「マリオシリーズ」共通のモンスターが徘徊している。名前の由来は「マッシュルーム」から。
どろぼうロード
マリオとマロがクロコを追いかけて入る平原。マッシュロードより入り組んでおり、クリボーやトゲへいのほか、ハイイヌやリチャードが登場する。
キノケロ水路
キノコ城とケロケロ湖を結ぶ水路。ベロ〜ムという怪物が出ると言われており、テレサなどのアンデッドモンスターやプクプクの住処となっている。
水中に入ると水位が浅い場所以外ではジャンプできなくなる。ある土管がカントリーロードとつながっている。
ケローズ
ケロケロ湖とローズタウンを結ぶ道。高速で移動するリフトに乗って湖を越える。ヘイホーやパチールなどが徘徊している。
ハナチャンの森
ハナチャンが生息する森。開けた地形とそれをつなぐ洞窟からなっている。キノコが至るところに自生しているが、「ポピン」が擬態した偽物の場合がある（近づくと襲ってくる）。終盤には迷路が存在し、正しいルートを辿らないと先に進めない。
パイプダンジョン
ヨースター島に繋がる地下通路。シリーズ第1作である『スーパーマリオブラザーズ』を思わせるつくりをしていて、マップが一直線になっている。また、BGMも『スーパーマリオブラザーズ』の地下ステージのBGMのアレンジになっている。ストーリー上は、必ずしも行く必要はない。
クリボーのほか、パックンフラワー、バブル、ドッスン、プチパックンといったシリーズ共通のモンスターが多数登場する。また、今作のモンスターでも屈指の素早さを持つアーミーヘイホーが出現する。
ドゥカティ炭坑
ドゥカティにある巨大な炭坑。スターピースの落下によって落盤事故が起きており、炭鉱の奥に入るにはあるアイテムが必要。ボムへいやバブルなどのモンスターが徘徊しており、最奥にはトロッコ乗り場がある。
イガ谷
ブッキータワーとドゥカティを結ぶ谷。起伏が激しい地形となっている。フィールド上の草の一部は「ソソクサ」が擬態した偽物である（近づいても襲ってこない）。ブッキータワーのとある場所にあるスイッチを踏むと部屋が出現し、そこでは見習いのムーチョが修行している。
ブッキータワー
ブッキーが住む巨大な塔。さまざまなからくりが仕掛けられており、ハイボムやムーチョ、ワンワンなど多様なモンスターが出現する。
星のふる丘
マリオワールドの住民たちの願いが集結する、幻想的な丘。見た目は落下した隕石そのものに見える。花に触れると光りだし、すべての花を光らせると先に進む星の扉が開く。
海
本作では海そのものというよりも海底洞窟に近い地形。渦に飛び込むと水底を歩くことができる。ちんぼつ船の入り口があるほか、スペールが道具屋を営んでいる。
ちんぼつ船
ジョナサン・ジョーンズ一味が根城にしている船。船内は、レイホーやカロンなどのアンデッドモンスターと、ビチビチやゲッソーなどの水棲モンスターの巣窟と化している。
かつては沢山の冒険家や探検隊を乗せて航海していた探検船だったが、タコつぼゲッソーに襲撃されて沈没した。沈没の危機に晒される中で、乗組員たちがタコつぼゲッソーを何とか宝物庫に閉じ込め、迂闊に開けられないように宝物庫の扉をキーワードで封印した。
海で道具屋を営むスペールによると、以前に何度が探索のため船内に入った人たちがいたが、帰って来た者は一人もいないという。
カントリーロード
険しい谷とアリ地獄がうずめく砂漠のダンジョン。ちくわブリッジが名所となっている。このダンジョンから、過去に登場したモンスターの上位種が多く登場するようになり、敵がより手強くなってくる。
ビーンズバレーに行くには最奥にある高い断崖を越える必要があるが、最初に訪れたときは上ることはできない。また、砂漠の渦の一つが、ベロ〜ム神殿に続く洞窟に通じている。
ベロ〜ム神殿
カントリーロード地下の洞窟とモンスタウンをつなぐ黄金色の神殿で、ベロ〜ムが住処としている。スペールがベロ〜ムおみくじを行っていて、引いたおみくじによってさまざまなイベントが起きる。
ビーンズバレー
草木が赤く色づき、秋のような雰囲気の高原。中盤ではトンダリヤがパックンブルーに水を与えており、最奥にはマシュマロの国に通じる豆の木がある。クラウンカジノに行ける秘密のルートがあり、ある方法で道を開けられる。
豆の木
ビーンズバレーから伸びた豆の木をひたすら登っていく。バーディが警備をしている。
マシュマロ宮殿
マシュマロの国の宮殿。初訪問時はマルガリータに占領されていて、部下のモンスターたちが各所に配置されている。
バーレル火山
マシュマロの国の下に位置する巨大な火山。王国の温泉から落ちて入る。火山内ではヒノピオという男が、アイテム屋・防具屋・宿屋から成る「ヒノマート」を一人で経営している。また、最奥では火山の主カイザードラゴンが待ち受けている。
クッパ城
クッパの居城。オープニングと終盤で計2回訪れる。オープニングではモンスターはノコへいしか出現せず、のちにカリバーによって橋を落とされるため、終盤まで城に入れなくなる。2回目ではモンスターの種類が大幅に増えており、そのすべてが上位種のモンスターになっている。また、中盤に6つの扉のエリアがあり、6つのうち4つをクリアしないと先に進めない。各扉はアクションコース・パズルコース・バトルコースがそれぞれ2つずつという構成になっている。どの扉がどのコースかは固定されておらず、プレイするたびにランダムに変わる。
武器世界
カジオーが支配する世界。複雑な仕掛けが多数あり、後半では工場で作り出された過去のボスや敵の量産型が、ベルトコンベアー上を無限に流れてくる。
武器工場
武器世界の最深部にある、カジオーの部下が生産される工場。コウジョウチョーをはじめブチョーやカチョーなどの、管理職のモンスターたちが統括している。背景ではツッツクンが量産されている。最奥ではカジオー本人が待ち受けているが、その部屋は戦う前日に突貫工事で強引に完成させたため、地盤が安定していない。

### そのほかの地名
ワイン川
キノケロ水路からケロケロ湖に流れている川。滝や川を下りながらコインを集めるミニゲームに挑戦できる。
ケロケロ湖
カエル仙人が住んでいる湖で、ストーリの進行に際して何度か訪れる場所。名前の割に、ほとんどオタマジャクシしかいない。会員制のドリンク屋がある。隣のメロディ・ベイには、ある程度ゲームを進めるたびに作曲家のキノコフスキーが来る。
ヨースター島
『スーパーマリオワールド』と同様、ヨッシーたちが暮らしている島。ストーリー上は訪れる必要はないが、ミニゲームの「ヨッシーレース」をプレイできる。
ブッキー坂
ブッキータワーからメリー・マリー村に向かう道にある上り坂で、カブト虫の名産地。ミニゲームのスポットであり、初訪問時はピーチ姫を背負ってメリー・マリー村に向かうブッキーを追いかける「さかみちきょうそう」をプレイすることになる。
2回目以降はただタルが転がっているだけの坂だが、リップルタウンのカブト虫買取センターで虫かごを入手すれば、ブッカーに追われながら飛んでいるカブト虫をゲットしていく「カブト虫キャッチャー」をプレイできる。

## 他機種版
| No. | タイトル                                      | 発売日                      | 対応機種        | 開発元                                         | 発売元 | メディア                            | 型式 | 売上本数 | 備考     |
| --- | --------------------------------------------- | --------------------------- | --------------- | ---------------------------------------------- | ------ | ----------------------------------- | ---- | -------- | -------- |
| 1   | スーパーマリオRPG                             | 2008年6月24日               | Wii             | 任天堂情報開発部 スクウェア開発第5部           | 任天堂 | ダウンロード (バーチャルコンソール) | -    | -        |          |
| 2   | スーパーマリオRPG                             | 2015年8月5日                | Wii U           | 任天堂情報開発部 スクウェア開発第5部           | 任天堂 | ダウンロード (バーチャルコンソール) | -    | -        |          |
| 3   | ニンテンドークラシックミニ スーパーファミコン | 2017年9月29日 2017年10月5日 | -               | 任天堂                                         | 任天堂 | 内蔵ソフト                          | -    | -        |          |
| 4   | スーパーマリオRPG                             | 2023年11月17日              | Nintendo Switch | 任天堂 スクウェア・エニックス アルテピアッツァ | 任天堂 | パッケージ版/ダウンロード版         |      |          | リメイク |

### リメイク版
2023年6月21日に配信されたNintendo Directで発表された、SFC版を基にグラフィックが3Dに一新され、新要素・新機能を追加したリメイク作品。同年11月17日に、Nintendo Switch用ソフトとして発売された。

#### システムに関する追加・変更
オートセーブ
従来のセーブブロックによるセーブに加え、オートセーブが導入された（その代わり、全滅時はロード画面に移行して経験値が持ち越されなくなった）。
エンディング後のセーブ
オリジナル版ではクリアしてエンディングを迎えてもセーブされなかったが、リメイク版ではエンディング後にセーブされ、クリア後のデータも遊べるようになった。
サウンドモード追加
オリジナル版ではサウンドモードが無かったがリメイクでは追加され、エンディング後にモードが開放されて、BGMを聴けるようになった。
難易度選択
難易度選択が可能になり、「エンジョイモード」と「ノーマルモード」から選べるようになった。エンジョイモードはノーマルモードと比べ、敵のHPが低くなる・得られる経験値が多くなる・アイテムごとの所持数上限が多くなる・アクションコマンドが成功しやすくなるなどの恩恵を得られる。
アイテム管理
アイテムの所持数の上限が各アイテム毎に設定され、アイテム全体の所持数限界はなくなった。マリオの家に預かりボックスが設置され、獲得時に所持数限界を超過したアイテムは自動的に預かりボックスに送られるようになった。
また、フラワーカプセルなどの一部のアイテムや、道具屋で販売されていない一点物の装備品は売却できなくなった。
コイン上限
999枚を超えて、9999枚まで持てるようになった。
ワールドマップ
ストーリーの次の目的地が赤い旗で示されるようになった。
そとにでる
たとえダンジョンの中にいても、「そとにでる」を選ぶことで一瞬でワールドマップに戻れるようになった。
ちず
序盤で「ちず」を入手するタイミングが変更された。また、ファストトラベルの機能が新たに追加され、一度訪れた場所は「ちず」から行き先を選択して瞬時に移動できるようになった。その行き先選択も、たとえばブッキータワーなら「ブッキータワー入口」「クラウン兄のお手玉ゲーム」「ブッキータワー最上階」の3つの中から選択できるなど、ダンジョンの奥にも瞬時に移動できるようになっている。
モンスターリスト
遭遇したモンスターのHPや弱点などの特徴を見ることができる、モンスターの図鑑のような機能が追加された。バトルで新たなモンスターに遭遇すると自動で追加されていき、マロのスペシャル技「なにかんがえてるの」を使った場合はその際のコメントも見ることができる。
これに伴い、イガ谷に「モンスターリスト記入代行」というサービスが新設された。そこではカエルコインを支払うことで、「なにかんがえてるの」で未調査のモンスターのリストを記入してもらうことが可能。なお、マロ加入前にしか登場しないモンスター(ノコへい、クッパ、シャンデリワン、ハンマーブロス)については、「モンスターリスト記入代行」を初めて訪れた際に無料サービスで記入してもらえる。
たびのきろく
冒険中に起こった出来事の記録を見ることができる、アルバムのような機能が追加された。主にマロとジーノが語り部を務め、ストーリーが進むと自動で記録されていく。特定の条件を満たすことで記録されるものもある。
サウンド切り替え機能
ゲーム中のサウンドを、メニュー画面でいつでもオリジナル版の音源と切り替えることができる。
戦闘の勝利ポーズ変更
戦闘の勝利ポーズはジーノを除いて全員が変更されている。
レベルアップの演出
オリジナル版では、レベルアップしたキャラクターが土管から出てきて勝利ポーズを取る演出だが、リメイク版では該当キャラクターがオリジナルのポーズを取り（マロのみ勝利ポーズの流用）、ほかの仲間が踊って祝福する演出に変更されている。

#### マップ・施設に関する追加・変更
キノコ城の隠し宝箱
オリジナル版では序盤に一度きりしか獲得チャンスがなかったが、ケンゾール撃破後にキノピオが配置され後からでも獲得できるようになった。
モンスタウンのこしふりダンス
オリジナル版では基本的に音階を聞き取る以外にヒントがなかったが、モンスタウンのヒトデナシの横にダンス曲の楽譜が張り出された。
クラウンカジノのゲーム
オリジナル版のブラックジャックがリメンバーゲームに変更され、コインを賭けることができなくなった。
リップルタウン
リメイク版では偽住民たちの肌の色は青になっている。
ブッキー坂
リメイク版ではどちらのミニゲームでも通常のタルに加えて転がるスピードが速い赤色のタルも転がってくる。

#### キャラクターに関する追加・変更
マロ (Mallow)
ガロに対してはオリジナル版では呼び捨てにしつつも敬語で話しているが、リメイク版ではさん付けで呼ぶ。
クッパ（Bowser)
メリー・マリー村でマリオと一緒に体当たりで扉を開ける際、オリジナル版ではマリオを「キサマ」と呼ぶが、リメイク版では「オマエ」に変更されている。
シャンデリワン
リメイク版のみ「なにかんがえてるの」で表示されるコメントが設定されている。
キノピオ (Toad)
リメイク版では、冒険の手助けをしてくれるキノピオは青ベスト、それ以外のキノピオは赤ベストを着用しており、外見で見分けが付くようになっている。
ベロ〜ム
リメイク版では、ストーリークリア後に再戦（3回目の戦闘）が可能。再戦ではマリオたちのコピーを生み出すと同時にバリアを張り、コピーを倒すまで通常攻撃と特定の属性攻撃（コピーされたキャラクターによって変わる）を無効化する。
ペパット
リメイク版では、ストーリークリア後に再戦が可能。鉄壁の防御兵器でマリオたちの攻撃を無効化してくるため、ジャストアクションでボムへいに攻撃させる手段を使うことになる。倒すとクッパのワンワンをパワーアップしてくれ、その腕前をクッパに見込まれてクッパ城の修復工事を頼まれる。
ブッキー
リメイク版では、ストーリークリア後に再戦が可能（かくれんぼのイベントに成功していれば1回目のバトル）。新開発した機関車「ブキ023」の発進準備に専念しており、準備完了後に全体に9999ダメージを与える一撃必殺技「ばくれつブキ023」を繰り出してくる。準備中はブッカーたちの応援を得て準備ターンを速めてくるので、ブッカーたちの相手もして発進準備を妨害する必要がある。撃破後はジーノの最強武器である「ステラ023」をくれる。
ノコック
リメイク版では、その後も最高においしいウェディングケーキを作るため徹夜でケーキを作り上げたが、そのケーキがまたも命が宿り動き出す。その再戦では、ケーキに火が着いてなかったことから火を着けるとウェディングケーキが変なのが直ると誤認して、勝手に火を着けていく。戦闘に勝つと、ケーキを大人しくさせたお礼として「ふんばりブローチ」をくれる。
ストロベリー&ラズベリー
リメイク版では、ストーリークリア後に再戦が可能。ノコックたちが最高においしいウェディングケーキを作るため徹夜で作り上げた結果、再び命が宿った。ノコックたちがストロベリーの頭のロウソクに一つずつ火を着けていき、全てのロウロクに火が着くと全体に9999ダメージを与える一撃必殺技「おいわいキャノン」を繰り出してくる。
ジョナサン・ジョーンズ
リメイク版では、ストーリークリア後に再戦が可能。最初からマリオと1対1の勝負になり、アイテムの使用が禁止される。倒すと潔く敗北を認め、火花を散らした大勝負の証として「ぴっかぴかいし」をくれる。
ジャッキー
リメイク版では、ストーリークリア後に再戦（4回目のバトル）が可能。ノコヤンとの連携技を考えており、参考のためマリオたちに3人技を見せてほしいと言ってくる。再戦では、アクションコマンドに失敗すると必ず即死技の「しゅうしけん」を繰り出してくる。ゲージを溜めて3人技を発動するとバトル終了となり、お礼として道場に代々伝わって来たという「ねっけつはちまき」をくれる。
クリスタラー
リメイク版でも、オリジナル版と全く同じ平面的なドット絵の姿で登場(戦闘BGMもオリジナル版と同じ)。さらに、ストーリークリア後、すべての再戦ボスを倒した後に最後に再戦することができる。その時は初戦と違って立体の姿となって登場し(戦闘BGMもアレンジバージョンになる)、初戦の時以上の力を持つ本作最後にして最強の敵として立ちはだかる。勝利すると、「ドラゴンクエストシリーズ」の隠しボスのように経過ターンを教えてくれ、そのターン数によって異なるコメントをしてくれる。また、最強の証として「クリスタルのかけら」をくれる。
ドド
リメイク版のモンスターリストによると雛鳥のころに拾われた恩は忘れていないらしく、反抗はしない。
カジオー軍団
リメイク版のモンスターリストでは、カジオー軍団の会社が「カジオー重工」という最大手の企業で、労働組合も存在することが語られている。
ヘイパー (Shyster)
リメイク版のモンスターリストによると、ヘイホーとは根本的に違う生物。
しんえいたい (Bodyguard)
リメイク版のモンスターリストによると、たまたまケンゾールの近くにいただけのただのヘイパー。

ブチョー
リメイク版のモンスターリストによれば転職組で、息子の受験で大変な時期に役職待遇で転職してきたらしい。さらに、今後は労働組合で働き方改革に取り組むつもりでいる。
コウジョウチョー
リメイク版のモンスターリストによれば、さらに来月の目標はラスダーン50体の製造だという。

#### バトル面の追加・変更
アクションコマンド
アクションコマンドにジャストタイミングが設定された。通常攻撃をジャストタイミングで成功するとダメージがアップし、さらにダメージの一部を敵全体に与えられるようになった。
防御面は、防御をジャストタイミングで成功するといかなる攻撃でもダメージを0にでき、さらに通常攻撃だけでなく単体魔法もアクションコマンドで防御できるようになった(防御できない全体魔法は「アクションコマンドむこう」と表示され、わかりやすくなった)。
また、連打系、レバガチャ系に円形ゲージが表示され、チャージ系も成功すると「Perfect!!」と表示されて成功したかがわかりやすくなった。
チェイン
アクションコマンドを連続で成功させると「チェイン」が発生し、これを繋げていくことで戦闘中にマリオたちのステータスをアップさせることができるようになった。チェインの効果は「なかまボーナス」と呼ばれ、各キャラクターによって効果の内容が異なる。また、このチェインは戦闘が終わっても次の戦闘に持ち越すことができる。
3人技
アクションコマンドに成功すると画面左下のゲージが溜まっていき、100%まで溜まると強力な3人技を発動できるようになった。技の内容は前線に出ているメンバーによって異なり、全部で6種類の技がある。
一覧
マリオ＆マロ＆ジーノ「スターライダーズ（敵単体に強力な攻撃）」
マリオ＆マロ＆クッパ「ビリひやファイアビッグボム（敵全体に炎・氷・雷属性の攻撃で、ダメージを与える）」
マリオ＆ジーノ＆クッパ「シューティングスターショット（仲間の力をアップして、ランダムな敵に5回攻撃）」
マリオ＆マロ＆ピーチ「げんきいっぱいレインボー（控えを含む仲間全員を大回復し、状態異常を治し、倒れた仲間を復活）」
マリオ＆ジーノ＆ピーチ「まもってヴェール（どんな攻撃も一回だけ防ぐシールドを全体に貼る）」
マリオ＆クッパ＆ピーチ「ムテキこうらスパイク（敵全体に甲羅で攻撃）」
おたすけキノピオ
ジーノが加入してパーティが3人になるまでは、ゲージが100%になった時に「おたすけキノピオ」を発動できる。おたすけキノピオを発動すると、マリオが宝箱を叩き、ルーレットで出たアイテムに応じた効果を得られる。効果は、敵全体にダメージを与えたり味方のステータスを上げるなど、全部で5種類。なお、パーティが3人になった後も、3人のうちマリオ以外のキャラが1人戦闘不能という状況になると「おたすけキノピオ」を発動できる。
メンバー入れ替え
バトル中でもパーティーのメンバーを入れ替えることができるようになった。これに伴い、パーティの3人が全滅した時は、控えにいる2人と入れ替わって戦闘が継続するようになった。
スーパージャンプ
スーパージャンプの30回と100回到達チャレンジへの対応として、何回まで跳んだか表示されるようになった。100回に到達すると「Perfect!!」が表示される。「キラキラおとし」も同様にヒット数が表示されるようになった(こちらは17回で「Perfect!!」)。
なにかんがえてるの
メインキャラ5人のうちマロのみスペシャル技を覚える順序が変更されており、仲間になった時点で「なにかんがえてるの」を既に覚えている仕様になった。「なにかんがえてるの」を使うと、敵の残りHPに加えて弱点の属性もわかるようになった。また、「なにかんがえてるの」で表示されるメッセージが一部変更された（マメクリボーなど）。
弱点
モンスターごとに弱点の属性が設定されており（弱点が無い敵もいる）、弱点属性の技で攻撃したときにダメージとともに「じゃくてん」と表示される。これにより、敵の弱点がわかりやすくなった。
強敵
バトルで稀に「きょうてき」と表示されるモンスターが出現するようになった。「きょうてき」は見た目は通常のモンスターと同じだが、HPが高く強くなっており、ヨッシーのクッキー、ジーノカッターの即死が無効になる。また、倒したときに獲得できる経験値とコインが2倍になっており、それに加えてカエルコインも1枚獲得できる。
コロナ
敵専用技の「コロナ」の名称が「フレア」に変更された。
スペシャル技の演出
オリジナル版ではマリオたちがスペシャル技を使う際、紋章（トランプの4つのマークと星マーク、紋章の色とマークはマリオが青いスペードマーク、マロが緑のクラブマーク、ジーノが赤い星マーク、クッパがオレンジのダイヤマーク、ピーチがピンクのハートマーク）が浮かぶ演出があるが、リメイク版では削除されている。
メインキャラがダメージを受けた時の演出
オリジナル版ではマリオたちはバトル中背を向けているため、プレイヤーに表情は見えないが、リメイク版ではダメージを受けた際に、ジーノを除き表情が見えるようになった。

#### その他追加要素
重要シーンのムービー化
主にメインキャラ登場シーン、ボスとの戦闘前、スターピース入手、エンディングなど重要なシーンがムービー化された。
OPのタイトルデモの内容の一部変更
オリジナル版ではタイトルデモに本編に存在しないオリジナルシーン（マッシュロードでマリオがジュゲムの猛攻を避けながら進むシーン、マロがキノケロ水路に入る際、クリボーに追われたマリオに置き去りにされるシーン、ハナチャンの森でジーノがカメザードの攻撃からマリオを守るシーンなど）があったが、リメイク版では本編に存在しないシーンは全てカットされている。また、オリジナル版ではピーチがパーティに加入しているシーンは無かったが、リメイク版では追加されている。また、オリジナル版ではマリオは「スーパー・マリオ」、クッパは「キング・クッパ」、ピーチは「プリンセス・ピーチ」と肩書きが付いていたが、リメイク版ではカットされ、名前のみで紹介されている。
ボスとの再戦
ゲームクリア後に、カジオー軍団を除く一部のボスとの再戦が可能になった。再戦できるボスはペパット、ブッキー、ストロベリー＆ラズベリー、ジョナサン・ジョーンズ、ベロ〜ム、ジャッキー、クリスタラー（ラストボス）の7体で、いずれも初戦時よりも大幅にパワーアップしており、勝利するとさまざま最強装備を新たに獲得できる。なお、再戦ボスを全員倒した後に再度カジオーを倒すと、エンディングの演出が変化する。
新アイテム・新装備
オリジナル版にはなかった新アイテムや新装備品がいくつか登場する。マロ、ジーノ、クッパには新たな最強武器が登場し、これらはストーリークリア後のボスとの再戦に勝つと入手できる。
おしらせリング
おしらせリングがストーリー序盤で手に入るようになった。これに伴い、オリジナル版でおしらせリングを入手した場所では、その上位互換品である「もっとおしらせリング」を入手できるようになった。
キャラクターボイス
クッパとヨッシーのボイスがSEから現行のボイスに変更された。
眠り状態の演出
オリジナル版ではピーチ姫以外のキャラクターは眠り状態で鼻ちょうちんを出していたが、リメイク版では全員鼻ちょうちんを出さなくなった（マリオ、ジーノはストーリー中で鼻ちょうちんを出すシーンがある）。
メリーマリー村のミニゲームの難易度上昇
オリジナル版では、ピーチのアクセサリーを4つ全て集めた状態で早く彼女に話しかけると、お礼にマリオの頬にキスをして貰えるが（時間がかかるとクッパ→ブッキー→クッパとブッキーのダブルキスと相手が変わっていく）、リメイク版では時間制限がシビアになっており、オリジナル版ではピーチにキスをして貰える早さでも、クッパやブッキーにキスされるようになっている。
「シューティングスターショット」の演出
ジーノ人形の「シューティングスターショット」はマリオを気絶させるほどの威力があるが、オリジナル版ではロケットパンチだったが、リメイク版では豆鉄砲になっており、マイルドな描写になっている（威力は据え置き）。
メインキャラクターの出番、台詞増加
メインキャラクターはオリジナル版より出番、台詞が増えている。例としてオリジナル版ではピーチは仲間加入後、武器工場まで台詞が無かったが、リメイク版では星のふる丘や、ヤリドヴィッヒ撃破後など、台詞が追加されている。
トイドーとジーノ人形
オリジナル版ではエンディングでトイドーにジーノ人形を返却する描写は無かったが、リメイク版ではエンディングでトイドーがジーノ人形で遊んでいるシーンが追加されたため、返却していることが判明した。
ブッキータワーの扉を開ける呪文
オリジナル版ではセーブデータ名だったが、リメイク版ではSWITCH本体のユーザー名に変更された。
エンディングの演出
オリジナル版では、パレード時に星ジーノがマリオとピーチ二人の前に降臨するが、リメイク版ではその後追加ムービーで、トイドーから借りたジーノ人形を持ったマロとクッパがマリオたちに合流し、星ジーノとジーノ人形含め、メインキャラクターの仲間たちみんなで花火を見る演出に変更された。

## 攻略本
- スーパーマリオRPG 星空からのおくりもの（アスペクト、1996年4月12日）ISBN 4-89366-504-9
- スーパーマリオRPG 完全攻略本（小学館 ワンダーライフスペシャル スーパーファミコン任天堂公式ガイドブック、1996年5月1日）ISBN 4-09102-538-2
- スーパーマリオRPG 裏テクニックガイド（アスペクト、1996年6月15日）ISBN 4-89366-517-0
- スーパーマリオRPG 公式ガイドブック（スクウェア・エニックス SE-MOOK、2024年1月25日）ISBN 978-4-7575-9024-3 - リメイク版

## 開発
1994年1月「海外でも通用する優れたRPGを作りたい」という意向から、世界的なキャラクターをもつ任天堂と、RPGのノウハウをもつスクウェアの共同制作が始まった。
スクウェア側のスタッフには、モンスターデザイン統括担当者の倉島一幸や作曲家の下村陽子をはじめ、『ライブ・ア・ライブ』に携わった者たちが参加した。
初期は「スクウェアらしい王道RPG」ということで武器をモチーフとしたキャラクターを登場させ、マリオに鎧を着せるという案もあったが、任天堂からマリオらしさに欠けると指摘があり、作り直しとなった。最終的に、武器をモチーフとしたキャラクターは敵陣営に限定された。
また、敵キャラクターについてはマリオシリーズとスクウェアの間のデザインにするという方針が立てられ、倉島とデザイナーの統括の皆葉英夫の間でやり取りを重ねながら作られた。また、統一感を出すためにStrataという3Dソフトでモデリングとレンダリングを行い、それをドット絵に落とし込むという手法が取られた。倉島は、ゲームクリエイターズギルドの代表・宮田大介との対談の中で、自分が中学生のころに『スーパーマリオ』を入り口にゲームが好きになったというマリオに対する恩義もあったため、中途半端なものは作れなかったと話している。
宮田から他のマリオ作品と比べると独創的なキャラクターが多い点について聞かれた際、倉島はクリボーといった既出キャラクターは細かいチェックが入っていた一方、本作オリジナルキャラクターについてはあまりお咎めがなかったと答えている。また、他の任天堂作品のキャラクターのカメオ出演も許されたという。なお、隠しボスのクリスタラーは本作のために野村哲也が『ファイナルファンタジー』を意識して描いた。2次元の存在ということで平面的なドット絵で描かれている。
楽曲は本作オリジナルのものに加え、従来の「マリオシリーズ」に用いられた楽曲のアレンジ曲も多数使用されている。下村は当時の心境について自分があの有名なメロディーをアレンジしてよいのかという恐れ多さと、「スーパーマリオ」の名に恥じぬよう皆が楽しめる曲にしたいという気持ちがあったと2023年のインタビューの中で話しており、当時は若かったためプレッシャーよりも喜びが強かったとも振り返っている。
特殊チップSA1をソフトに搭載しておりレンダリングされた3Dマリオの演出など、高品質なグラフィックが表現されている。

### 主要スタッフ
- エクゼクティブプロデューサー - 山内溥、水野哲夫
- プロデューサー - 宮本茂
- プロダクションスーパーバイザー - 坂口博信
- ディレクター - 藤岡千尋、前川嘉彦
- イベントデザイン - 松原啓介、松村靖、工藤太郎
- バトルデザイン - 長谷部裕之、太田顕喜
- スクリーンプレイアドバイザー - 田邊賢輔、手嶋敦史
- メインプログラマー - 深谷文明
- バトルプログラマー - 青山伸一、武藤竜
- メニュープログラマー - 吉岡光生
- グラフィックコーディネーター - 皆葉英夫
- メインキャラクターデザイン - 加藤清文、波多江由布子
- モンスターキャラクターデザイン&キャラクタースーパーバイザー - 倉島一幸
- C.Gモデルデザイン - 高橋伸也
- キャラクターアドバイザー - 小田部羊一
- マップデータコーディネーター - 西健一
- ミュージックコンポーズ - 下村陽子

## 反響（オリジナル版）
本作は敵キャラクターであるパックンフラワーが歌うテレビCMも人気を集めた。
2015年に海外ゲームサイトのGameFAQsで行われた歴代名作ゲーム投票でベスト4に選出されるなど、世界的に評価を得ている。

### 評価
ライターのオクドス熊田は4Gamer.netに寄せた記事の中で、基本的に一本道でありサブクエストがたくさんあるわけではないにもかかわらず、遊び心が豊かであるため、プレイした時の満足感が大きいとしている。熊田は一部キャラクターの性質についても評価しており、うちジーノは物語の世界に没頭できるうえでの優しい入り口として機能しているとも評価している。また、マロについてはマリオら成熟したメンバーが多いからこそ、未熟ながらも努力を重ねて成長する姿に心を動かされたと評している。